# 短臀中波魚
短臀中波魚又名短臀鯷波魚（学名：Engraulicypris brevianalis or Mesobola brevianalis）为輻鰭魚綱鯉形目鲤科的其中一種，分布於非洲林波波河、庫內內河及三比西河流域，體長可達7.5公分，棲息在淺灘；偏愛空氣流通、流動的開放水域，從水中捕食浮游性甲殼動物與昆蟲例如蚊與螞蟻，繁殖於初夏。

## 扩展阅读
維基物種上的相關：短臀鯷波魚